# 吉田町の唄
『吉田町の唄』（よしだちょうのうた）は、1992年7月29日に吉田拓郎がリリースしたオリジナル・アルバムである。

## 解説
- アルバムジャケットは拓郎の幼少期の写真。
- アルバム全体に過去を振り返っているような楽曲が多い。
- 前作に続き、1990年代のアルバムに多くの詩を提供している石原信一がこのアルバムでも3曲の作詞を担当している。

## 収録曲
- 全作詞・作曲・編曲：吉田拓郎（特記以外）

1. イントロダクション
作曲：吉田拓郎／編曲：吉田拓郎・石川鷹彦
  - 30秒ほどのインスト楽曲。
2. 夕映え
作詞：石原信一
  - 東映映画『継承盃』主題歌
3. 夏・二人で
作詞・作曲：及川恒平
  - 六文銭が1972年に発売したファーストアルバム『キングサーモンのいる島』に収録されている楽曲のカバーで、原曲には四角佳子元夫人がボーカルを務めていた。
  - 「吉田町の唄」のカップリング曲。
4. いつもチンチンに冷えたコーラがそこにあった
5. そうしなさい
  - SOCIO-TECH 三菱電機 CMソング
6. 海を泳ぐ男
7. 今度はいったい何回目の引越しになるんだろう
  - この時点までの拓郎の東京引越し遍歴を詩にしている[1]。
8. ありふれた街に雪が降る
作詞：石原信一
9. 想ひ出
10. 吉田町の唄
  - ミツカン酢'92 CMソング[2]
11. 僕を呼び出したのは
作詞：石原信一

## 参加ミュージシャン
| イントロダクション - Bouzouki, Acoustic Guitar：石川鷹彦 夕映え - Vocal, Rickenbacker Guitar：吉田拓郎 - Acoustic Guitar, Dobro：石川鷹彦 - Electric Guitar, Rickenbacker Guitar：松尾一彦 - Synthesizers & Keyboards, Hammond B3, Accordion：竹田元 - Electric Bass：岡沢章 - Drums：今泉正義 夏・二人で - Vocal, Rickenbacker Guitar, Electric Guitar：吉田拓郎 - Acoustic Guitar, Mandolin, Bouzouki：石川鷹彦 - Electric Guitar, Chorus：松尾一彦 - Synthesizers & Keyboards：竹田元 - Electric Bass：岡沢章 - Drums：今泉正義 - Chorus：清水仁 いつもチンチンに冷えたコーラがそこにあった - Vocal：吉田拓郎 - Acoustic Guitar, Electric Guitar：石川鷹彦 - Electric Guitar：稲葉政裕 - Synthesizers & Keyboards：竹田元 - Electric Bass：岡沢章 - Drums：今泉正義 - Chorus：松尾一彦・清水仁 - Hawaiian Steel Guitar：谷口陽 そうしなさい - Vocal：吉田拓郎 - Acoustic Guitar, 12-Strings Guitar, Mandolin, Dobro：石川鷹彦 - Synthesizers & Keyboards, Accordion：竹田元 - Lap Steel：谷口陽 | 今度はいったい何回目の引越しになるんだろう - Vocal, Rickenbacker Guitar：吉田拓郎 - Acoustic Guitar：石川鷹彦 - Electric Guitar, Rickenbacker 12-Strings Guitar, Chorus：松尾一彦 - Synthesizers & Keyboards, Hammond B3：竹田元 - Electric Bass：岡沢章 - Drums：今泉正義 - Chorus：清水仁 ありふれた街に雪が降る - Vocal, Electric Guitar, Rickenbacker Guitar：吉田拓郎 - Acoustic Guitar, Bouzouki, Electric Sitar：石川鷹彦 - Synthesizers & Keyboards, Hammond B3：竹田元 - Electric Bass：岡沢章 - Drums：今泉正義 - Chorus：松尾一彦・清水仁 - Lap Steel：谷口陽 想ひ出 - Vocal, Electric Guitar, Rickenbacker Guitar：吉田拓郎 - Acoustic Guitar, Banjo：石川鷹彦 - Electric Guitar：松尾一彦・稲葉政裕 - Synthesizers & Keyboards：竹田元 - Electric Bass：岡沢章 - Drums：今泉正義 - Chorus：松尾一彦・清水仁 - Lap Steel：谷口陽 吉田町の唄 - Vocal：吉田拓郎 - Acoustic Guitar, Banjo, Dobro, Mandolin, Bouzouki：石川鷹彦 - Electric Guitar：稲葉政裕 - Piano, Hammond B3：鎌田裕美子 - Electric Bass：榊原雄一 - Drums：鎌田清 - Lap Steel：谷口陽 僕を呼び出したのは - Vocal：吉田拓郎 - Acoustic Guitar：石川鷹彦 - Electric Guitar：松尾一彦 - Synthesizers & Keyboards, Hammond B3, Accordion：竹田元 - Electric Bass：清水仁 - Drums：鎌田清 |